# Bocca Baciata
Bocca Baciata er et oliemaleri fra 1859 af den engelske maler Dante Gabriel Rossetti. Billedet udgjorde et vendepunkt i Rossettis karriere, idet det var det første af hans værker der afbildede en enkelt kvindelig figur, en stil der senere skulle blive repræsentativ for hans arbejde. Modellen var Fanny Cornforth, den vigtigste inspiration til Rossettis sanselige udtryk. Det er udstillet på Museum of Fine Arts i Boston, USA.
Titlen, der betyder "Mund, der er blevet kysset", refererer til den seksuelle oplevelse af emnet og er taget fra det italienske ordsprog skrevet på bagsiden af maleriet:
Bocca baciata non perde ventura, anzi rinnova come fa la luna.
‘Munden der er blevet kysset, mister ikke sin kraft,
ja den fornyr sig selv på samme vis som månen.’
 Rosetti, der var en kyndig oversætter af tidlig italiensk litteratur, kendte givetvis til ordsproget fra  Boccaccio’s Dekameron, hvor det blev brugt som kulmination  på fortællingen om Alatiel: en smuk saracenerprinsesse, som på trods af at have haft sex måske titusinde gange med otte forskellige elskere i løbet af en fireårsperiode, alligevel formåede at præsentere sig selv for kongen af Algarve som hans jomfrubrud.